# Myllykoski kyrka
Myllykoski kyrka (finska: Myllykosken kirkko) är en kyrka i Myllykoski i Kouvola. Den planerades av Wäinö Palmqvist, och blev klar år 1936. Altartavlan är målad av Martti Ranttila.